# 1-й гвардейский стрелковый полк
1-й гвардейский стрелковый Севастопольский Краснознамённый ордена Александра Невского полк — воинское формирование РККА Вооружённых Сил СССР, принимавшее участие в Великой Отечественной войне, в составе 2-й гвардейской стрелковой Таманской Краснознамённой ордена Суворова дивизии.
Условное наименование — войсковая часть полевая почта (в/ч пп) № 61896 (до 1945 года № 13221).
Сокращённое наименование — 1 гв. сп.

## История
Сформирован 22 июня 1940 года в городе Богодухов Харьковской области, как 395-й стрелковый полк (в/ч 4189) 127-й Харьковской стрелковой дивизии.
18 мая 1941 года полк выступил из Чугуевских лагерей и 6—8 июня 1941 года, совершив около 660 км марша походным порядком, прибыл в Ржищевские лагеря близ села Гусинцы Киевской области, где продолжил боевую учёбу.
3 июля полк начал погрузку в эшелоны для следования в направлении Смоленска. 9 июля первый эшелон 127-й стрелковой дивизии в составе 1-го батальона 395-го стрелкового полка и 3-го дивизиона 622-го гаубичного артполка разгрузился на станции Смоленск. 10 июля 1941 года полк принял первый бой с немецко-фашистскими захватчиками на подступах к городу Смоленску в районе села Колышки Витебской области.
18 сентября 1941 года, приказом НКО СССР № 308, за массовый героизм, мужество личного состава, высокое воинское мастерство, проявленные в ходе кровопролитных боёв Смоленского сражения полку в составе 2-й гвардейской стрелковой дивизии присвоено почётное звание 395-й гвардейский стрелковый полк.
28 мая 1943 года 395-й гвардейский стрелковый полк был переименован в 1-й гвардейский стрелковый полк 2-й гвардейской стрелковой дивизии.

## Участие в боевых действиях
Период вхождения в действующую армию: 18 сентября 1941 года — 19 мая 1944 года, 8 июля 1944 года — 9 мая 1945 года.
В сентябре 1941 года 395-й гвардейский стрелковый полк в составе 2-й гвардейской стрелковой дивизии был переброшен на Юго-Западный фронт и форсированным маршем вышел на рубеж Чернево — Холопово с задачей, разгромить авангард танковой армии Гудериана наступающего в направлении: Гуков — Курск — Орёл. Противник бросил в бой много танков, одним ударом рассек боевые порядки нашей пехоты, разобщил их на многочисленные отдельные группки, на севере вышел к реке Клевень, на юге, в районе Чернево, прижал к реке полки 2-й гвардейской стрелковой дивизии. На западном берегу, в районе Чернево, 395-й полк, в который влились отошедшие из района Путивля остатки двух батальонов соседнего 875-го гвардейского стрелкового полка, оборонял крошечный участок в два километра. В батальонах оставалось по сто — сто двадцать активных штыков. Дрались все, даже солдаты хозяйственных подразделений. 23 сентября после выбытия на правом фланге всех пулемётчиков командир взвода лейтенант Василян сам лёг к пулемёту, вторым номером к нему лёг комиссар полка Пивоваров, который погиб в этом бою. Полк принял на себя несколько жесточайших ударов противника, но устоял. За два дня боевых действий с 22 по 24 сентября полк уничтожил: 32 танка, 1800 солдат и офицеров, захватив при этом пленных и знамя 5-го отдельного моторизированного пулемётного батальона немцев.
С октября по ноябрь 1941 года полк ведя арьергардные бои с противником, несмотря на плохое вооружение и малочисленность, сдерживал натиск немецких войск, нанося ощутимые удары 95-й немецкой пехотной дивизии в районе станции Отрешково и разъезда Ноздрачёво Курской области.
Противник прорвался в направлении Тим, полк был срочно переброшен в район Становое — Ключи Курской области и там сдерживал натиск противника, проведя несколько ожесточённых боёв истребил свыше 500 немецких солдат и офицеров и сжёг свыше 100 автомашин.
С февраля 1942 года полк сражается на Южном фронте, где ведёт бой в Ростовской области и Кабардинской АССР. За овладение города Нальчик личному составу полка объявлена благодарность приказом НКО СССР.
В сентябре 1943 года полк участвует в прорыве «Голубой линии» и освобождении города Новороссийска.
В ночь с 2 на 3 ноября 1943 года полк первым форсировал Керченский пролив, при этом потеряв до 40 % личного состава. За успешные действия 8 человек получили высокое звание Героя Советского Союза, 586 человек награждено правительственными наградами.
7 мая 1944 года полк участвовал в штурме Сапун-горы, одним из первых ворвался на вершину и водрузил знамя стрелок 6-й стрелковой роты полка гвардии ефрейтор Василий Дробязко.

Я со знаменем в атаку пошёл. В первые минуты атаки оглянулся — и вижу: комбата нашего, Слободчикова, убило. Тут, как волна, что-то поднялось во мне. Да и пошёл, где прикладом, где гранатой, через один окоп, через другой, огневую точку уничтожил и увлекся. Вскакиваю в окоп к немцам, а наших за мной — никого. Оторвался от своих. Фашисты — на меня. Силы-то у меня и сейчас дай бог, а тогда… Столько около меня полегло, а я как заговорённый. Знамя подхватил — и на гребень, тут и ребята наши подоспели: знамя наверху увидели, да как пошли!..— В.И. Дробязко
11 мая 1944 года полк в составе 2-й дивизии, после освобождения города Севастополь был выведен в район Алсу Крымской АССР для приведения в порядок личного состава и материальной части, и подготовки к выполнению нового задания.
13 июня 1944 года после месячной учебной подготовки полк погрузился в эшелоны на станции Биюк-Онлар Симферопольского района Крымской АССР и совершил марш по железной дороге до станции Дорогобуж Смоленской области по маршруту Запорожье, Харьков, Брянск, Вязьма.
В районе сосредоточения (Смоленская область) полк получил пополнение возрастов 1925—1926 годов рождения, часть из них была на оккупированной территории и в составе 2-й дивизии 11-го гвардейского стрелкового корпуса совершил 1100 километровый марш от города Витебск до города Шяуляй Литовской ССР.
20 июля 1944 года полк сменяет 729-й стрелковый полк и переходит временно к обороне на рубеже Водигтен 1-го Прибалтийского фронта.
24 июля 1944 года противник, действуя группами в лесистой местности, контратаковал силою до двух рот пехоты при поддержке 80 танков и бронетранспортеров. Гвардейцы отразили контратаки, форсировали реку Нявежис и перешли в наступление. Особенно отличился 3-й стрелковый батальон, которым командовал гвардии майор Деревянко.
В первых числах августа 1944 года полк в составе 2-й дивизии освободил десятки населённых пунктов Литвы и, выйдя на рубеж реки Дубиса, отразил массовые контратаки пехоты и танков противника, преграждая путь к важному опорному пункту городу Шяуляй. В течение этих боёв полк уничтожил десятки танков, бронетранспортеров и сотни солдат и офицеров противника.
С 5 по 22 октября 1944 года полк участвовал в Мемельской наступательной операции.
5 октября 1944 года полк прорывает сильно укреплённую, глубоко эшелонированную оборону противника на рубеже река Дубисса (Савдыники, Буловяны) и ведёт наступательные бои, взламывает три оборонительных рубежа противника, освобождая несколько населённых пунктов и в том числе город Таураге.
Гвардии ефрейтор Е. М. Епишкин, стрелок 8-й стрелковой роты 3-го стрелкового батальона 5 октября 1944 года с группой бойцов в районе населённого пункта Иозефово уничтожил 4 артиллерийских орудия и подорвал 2 тягача противника, овладел высотой и водрузил на ней Красное знамя. Своими действиями группа обеспечила подразделениям полка продвижение вперёд.
19 октября 1944 года при поддержке танков и артиллерии, полк в составе 2-й дивизии перешёл в наступление прорвал оборону немцев и форсировал реку Юра. В 13.00 этого же дня полк перешёл границу Восточной Пруссии первым вступив на вражескую землю.
Преследуя отходящего противника, сбивая его с рубежа, не давая ему возможности закрепляться на промежуточных рубежах, 24 октября 1944 года полк вышел на реку Неман к городу Тильзит.
За время наступательных боев с 5 по 24 октября 1944 года полк занял сотни населённых пунктов Литвы и Восточной Пруссии уничтожил 385 и пленил 86 немецких солдат и офицеров, уничтожил 4 танка, 8 бронетранспортеров, 12 орудий разного калибра, 18 автомашин, 34 повозки.
Захвачено трофеев: орудий — 7, миномётов — 6, пулемётов — 12, тракторов — 5, складов — с боеприпасами и другим военным имуществом — 4.
В этих боях особенно отличилась 4-я стрелковая рота ― командир роты гвардии старший лейтенант Груздев, 9-я стрелковая рота ― командир роты гвардии лейтенант Козаченко. За проявленное мужество и отвагу в полку награждены правительственными наградами — 41 человек.
После выхода полка на реку Неман на основании приказа командира 11-го корпуса полк и вся дивизия совершает марш 480 км в Литву река Ветша (северо-западнее города Рига) для уничтожения Курляндской группировки немцев.
С 28 октября по 30 ноября 1944 года полк под командованием гвардии полковника Аршинова вёл наступательные бои по уничтожению группировки немцев на реке Неман Литовской ССР.
5 декабря 1944 года на основании приказа Командующего 3-м Белорусским фронтом 1-й полк в составе 2-й дивизии совершает марш на 500 км. Принимает оборонительные рубежи Шестокен (западнее Гумбиннен Восточная Пруссия) и ведёт наступательные бои, захватив при этом крупные населённые пункты Шестокен, Пилькаллен, Шиппенбайль, Гросбаморен.
12 марта 1945 года полк сдал занимаемый рубеж западнее Штольценберг 437-му стрелковому полку 337-й стрелковой дивизии и сосредоточился на западной окраине города Цинтен, после чего получил новую задачу совершить марш 175 км (80 км северо-западнее Кенигсберга).
С 13 по 25 апреля 1945 года участвовал в Земландской наступательной операции,
в которой полк под командованием гвардии майора Казаева, ведя наступательный бой по разгрому вражеской группировки на Земландском полуострове, показал образцы мужества, стойкости и героизма, умение малыми силами наносить тяжёлые потери превосходящему по численности противнику.
13 апреля полк, стремительным наступлением следуя за огневым валом артиллерии, прорвал сильно укреплённую оборону врага в районе населённого пункта Побетен, представляющую собой систему сплошных траншей, проволочных и минных заграждений, насыщенную большим количеством огневых средств. Ломая упорное сопротивление врага, полк стремительно вышел в район кирпичного завода и высоты 86.4, которые представляли сильный узел обороны противника. Попытки с ходу овладеть этим узлом обороны противника успеха не имели. Тогда командир полка принял дерзкое решение — блокировать опорный пункт с тыла. Оставив небольшие силы с фронта, он основными силами скрытно ночью обошёл этот опорный пункт и внезапным ударом с тыла разгромил вражеский гарнизон. При этом полк уничтожил до 40 гитлеровцев, взял в плен до 150 солдат и офицеров, захватив батарею 75-мм пушек.
16 апреля, уничтожая остатки немцев западнее города Фишхаузен и севернее Пиллау, полк захватывает немецкий аэродром до 35 самолётов, другое военное имущество и боеприпасы.
17 апреля полк вышел на побережье Балтийского моря, сорвав вражеские планы по эвакуации своих войск морем. Приказом Командующего 2-й гвардейской армией генерал-полковника Чанчибадзе полк был отведён во 2-й эшелон армии для получения новой задачи.
За время наступательных боев с 13 по 17 апреля 1945 года полк истребил до 400 гитлеровцев, уничтожил 26 орудий разных калибров, взял в плен свыше 600 вражеских солдат и офицеров, овладел 30 населёнными пунктами, освободил из гитлеровского рабства до 1500 советских и союзных граждан.
26 апреля 1945 года по приказу командующего 2-й армией полк в составе 2-й дивизии занял оборонительный рубеж по берегу Балтийского моря Гросс-Курен — Кляйн Курен, фронтом 12 км.

## Командование полка

### Командиры полка
- Иванов Павел Павлович (29.07.1940 — 25.07.1941), майор (попал в плен)[6];
- Бабаджанян, Амазасп Хачатурович (16.08.1941 — 20.04.1942), гвардии майор[7];
- Лепёшкин Николай Петрович (15.05.1942 — 17.07.1942), гвардии майор (пропал без вести);
- Замышевский Даниил Игнатович (17.07.1942 — 27.09.1942), гвардии подполковник;
- Охман, Николай Петрович (27.09.1942 — 05.03.1943), гвардии майор, гвардии подполковник;
- Поветкин, Пётр Георгиевич (05.03.1943 — 02.03.1944), гвардии подполковник, гвардии полковник;
- Высоцкий Дмитрий Валерьянович (8.03.1944 — 13.07.1944), гвардии подполковник;
- Гавриш Иван Никитович (14.07.1944 — 22.10.1944), гвардии подполковник (убит);
- Рощин Сергей Фёдорович (23.10.1944 — 27.10.1944), гвардии подполковник;
- Аршинов Николай Иванович (29.10.1944 — 16.02.1945), гвардии полковник;
- Барыбин Василий Дмитриевич (17.02.1945 — 05.03.1945), гвардии майор (врид);
- Казаев, Александр Борисович (05.03.1945 — 18.06.1945), гвардии майор;
- Чадунели Платон Николаевич (19.06.1945 — 05.03.1946), гвардии майор

### Заместители командира по строевой части
- Попов Евгений Владимирович (15.12.1942 — 09.01.1943), гвардии майор (погиб);
- Агафонов Георгий Матвеевич (? — 20.11.1943), гвардии майор (погиб);
- Слободчиков, Алексей Терентьевич (12.12.1943 — 08.05.1944), гвардии майор (погиб)[8];
- Юзефальчик Иван Евтихович (04.1945 — ?), гвардии майор.

### Заместители командира по политической части
- Пивоваров Николай Игнатьевич (29.07.1940 — 23.09.1941), гвардии батальонный комиссар (убит)[9];
- Скирдо Митрофан Павлович (23.09.1941 — 02.1943), старший политрук, гвардии батальонный комиссар, гвардии майор;
- Чилингир Шевкет Билялович (1943 — 08.04.1943), гвардии капитан (убит);
- Марунич Иван Семёнович (1945), гвардии капитан, гвардии майор

### Начальники штаба полка
- Медведев (1940), капитан[10];
- Дужик Николай Тихонович (02.02.1942 — 25.07.1942), гвардии старший лейтенант, гвардии капитан (пропал без вести);
- Воробьёв Ефим Никифорович (09.09.1942), гвардии капитан (ВРИД);
- Сапожников Леонид Иванович (19.09.1942), гвардии старший лейтенант (ВРИД);
- Попов Евгений Владимирович (26.09.1942 — 14.12.1942), гвардии капитан, гвардии майор;
- Лукьяненко Иван Андреевич (23.12.1942 — 26.10.1943), гвардии капитан, гвардии майор;
- Воробьёв Ефим Никифорович (29.10.1943 — 11.03.1944), гвардии майор;
- Барыбин Василий Дмитриевич (14.03.1944 — 27.06.1945), гвардии майор, гвардии подполковник;
- Юзефальчик Иван Евтихович (28.06.1945 — 30.06.1945), гвардии майор (ВРИД);
- Кузнецов Пётр Трофимович (02.07.1945 — ?), гвардии майор

## Отличившиеся воины полка
15 воинов полка были удостоены звания Героя Советского Союза, а один стал полным кавалером ордена Славы:
|  | Алексеев, Иван Михайлович        | командир 6-й стрелковой роты                       | Старший лейтенант Красной Армии | 16.05.1944                       | погиб 5 октября 1944 года в боях при освобождении м. Цитованы, Шауляйского уезда, Литовской ССР                                    |
|  | Виноградов Александр Дмитриевич  | командир 2-й стрелковой роты                       | Старший лейтенант Красной Армии | 25.10.1943                       | |
|  | Воронков, Иван Семёнович         | командир 8-й стрелковой роты                       | Старший лейтенант Красной Армии | 17.11.1943                       | |
|  | Дробязко, Василий Иосифович      | стрелок 6-й стрелковой роты                        | Ефрейтор                        | 16.05.1944                       | |
|  | Епишкин, Михаил Поликарпович     | стрелок 8-й стрелковой роты                        | Ефрейтор                        | 24.03.1945                       | |
|  | Казаев, Александр Борисович      | командир полка                                     | Майор Красной Армии             | 29.06.1945                       | |
|  | Королёв, Роман Алексеевич        | командир отделения 1-й стрелковой роты             | Сержант                         | 16.05.1944                       | |
|  | Курбанов, Сумен Курбанович       | стрелок 5-й стрелковой роты                        | Красноармеец                    | 16.05.1944                       | пропал без вести в декабре 1943 (1944) года                                                                                        |
|  | Марунченко, Павел Поликарпович   | заместитель командира 1-го батальона по политчасти | Старший лейтенант Красной Армии | 17.11.1943                       | погиб 3 ноября 1943 года в Керченском районе                                                                                       |
|  | Михайличенко, Павел Арсентьевич  | командир 3-го стрелкового батальона                | Майор Красной Армии             | 16.05.1944                       | утонул 2 ноября 1943 года в Керченском проливе                                                                                     |
|  | Поветкин, Пётр Георгиевич        | командир полка                                     | Полковник Красной Армии         | 17.11.1943                       | |
|  | Пушкаренко, Анатолий Павлович    | командир 1-го стрелкового батальона                | Майор Красной Армии             | 17.11.1943                       | |
|  | Саломахин, Николай Феоктистович  | командир взвода автоматчиков                       | Младший лейтенант Красной Армии | 17.11.1943                       | Указом Президиума Верховного Совета СССР от 23 октября 1947 года лишён звания Героя Советского Союза и всех государственных наград |
|  | Слободчиков, Алексей Терентьевич | командир 2-го стрелкового батальона                | Майор Красной Армии             | 17.11.1943                       | погиб 8 мая 1944 года в бою за Сапун-гору                                                                                          |
|  | Стратийчук, Пётр Михайлович      | командир 3-й стрелковой роты                       | Лейтенант Красной Армии         | 17.11.1943                       | погиб 10 ноября 1943 года в Керченском районе                                                                                      |
|  | Жулаев, Иван Иванович            | снайпер 6-й гвардейской стрелковой роты            | Сержант                         | 18.05.1944 29.12.1944 19.04.1945 | скончался от полученных ран 17 января 1945 года в полевом госпитале № 4332                                                         |

## Наименования и награды
| Награда (наименование)        | Дата | За что получена |
| ----------------------------- | --- | --- |
| Почётное звание «Гвардейский» | присвоено приказом НКО СССР № 308 от 18 сентября 1941 года                                                                      | за боевые подвиги, организованность, дисциплину и примерный порядок (в составе 127-й стрелковой дивизии)                                                                             |
| «Севастопольский»             | присвоено приказом Верховного главнокомандующего № 0136 от 24 мая 1944 года, на основании приказа ВГК № 111 от 10 мая 1944 года | за отличия в боях с немецкими захватчиками, за освобождение города Севастополь |
| Орден Красного Знамени        | награждён указом Президиума Верховного Совета СССР от 12 августа 1944 года                                                      | за образцовое выполнение заданий командования в боях с немецкими захватчиками, за овладение городом Шауляй (Шавли) и проявленные при этом доблесть и мужество                        |
| Орден Александра Невского     | награждён указом Президиума Верховного Совета СССР от 26 апреля 1945 года                                                       | за образцовое выполнение заданий командования в боях с немецкими захватчиками при разгроме группы немецких войск юго-западнее Кёнигсберга и проявленные при этом доблесть и мужество |

## Послевоенная история
В сентябре 1945 года полк в составе 2-й гвардейской дивизии был передислоцирован из Восточной Пруссии в посёлок Алабино Наро-Фоминского района Московской области.
В январе 1954 года 1-й гвардейский стрелковый Севастопольский Краснознамённый ордена Александра Невского полк, на основании директивы командующего войсками Московского военного округа от 30 декабря 1953 года переформирован и переименован с сохранением присвоенных ранее отличий и наименований в 73-й гвардейский механизированный полк (в/ч 61896) 23-й гвардейской механизированной дивизии 2-го формирования.
5 июня 1957 года 73-й гвардейский механизированный полк, преобразован в 73-й гвардейский мотострелковый полк (в/ч 37551) 23-й гвардейской мотострелковой дивизии.
В мае 1990 года 73-му гвардейскому мотострелковому полку был возвращён номер времён ВОВ — 1-й гвардейский мотострелковый полк.